# Lijst van stripmuren in Antwerpen
In navolging van Brussel, is men in Antwerpen sinds 2005 ook begonnen met een bescheiden aantal stripmuren. Deze zijn gewoonlijk gelegen in het centrum van Antwerpen, dus niet zoals in Brussel verspreid over meerdere (deel)gemeenten. Net als in Brussel zijn de meeste stripmuren aangepast naar het stadsbeeld waar ze te vinden zijn en zijn er verwijzingen in verwerkt naar het dagelijkse leven en de plaatselijke gewoontes. Er zijn ook enkele stripmuren in de deelgemeentes.

## Overzicht centrum
De lijst hieronder geeft een overzicht van alle stripmuren in Antwerpen op publiek zichtbare plaatsen. 
| Stripmuur                                            | Striptekenaar     | Realisatie                            | Locatie                                              | Foto                                                 |
| ---------------------------------------------------- | ----------------- | ------------------------------------- | ---------------------------------------------------- | ---------------------------------------------------- |
| Conscience                                           | Jan Bosschaert    | Art Mural vzw (2005)                  | Wolstraat                                            | Stripmuur Conscience te Antwerpen                    |
| Suske en Wiske                                       | Willy Vandersteen | Art Mural vzw (2006)                  | Korte Ridderstraat                                   | Stripmuur Suske en Wiske te Antwerpen                |
| Jommeke                                              | Jef Nys           | Art Mural vzw (2011)                  | Frans Halsplein                                      | Stripmuur Jommeke te Antwerpen                       |
| Kiekeboe                                             | Merho             | Art Mural vzw (2007)                  | Paradijsstraat                                       | Stripmuur Kiekeboe te Antwerpen                      |
| Laarmans (Kaas)                                      | Dick Matena       | Art Mural vzw (2008)                  | Korte Nieuwstraat                                    | Stripmuur Laarsman te Antwerpen                      |
| Nero                                                 | Marc Sleen        | Art Mural vzw (2014)                  | Kloosterstraat                                       | Stripmuur Nero te Antwerpen                          |
| Louis Armstrong                                      | Philip Paquet     | Art Mural vzw (2009)                  | Leopold De Waelstraat                                | Stripmuur Louis Armstrong te Antwerpen               |
| Kleurrijke stoet                                     | Brecht Evens      | Art Mural vzw (2012) (Verdwenen 2022) | De Oever                                             | Stipmuur kleurrijke stoet te Antwerpen               |
| Passage                                              | Jan Van Der Veken | Art Mural vzw (2006)                  | Eiermarkt                                            | Stripmuur Passage te Antwerpen                       |
| Cordelia                                             | Ilah              | Art Mural vzw (2007)                  | Keizerstraat                                         | Stripmuur Cordelia te Antwerpen                      |
| Suske en Wiske                                       | Willy Vandersteen | Art Mural vzw (2015)                  | Tussen de Handelssteeg en het Willy Vandersteenplein |                                                      |
| Zeven deugden en Ondeugden                           | Joost Swarte      | Art Mural vzw (2017)                  | Brouwersvliet                                        |                                                      |
| Een wervelend verhaal vol Antwerpse persoonlijkheden | Kim Duchateau     | Art Mural vzw (2021)                  | Minderbroedersrui                                    | Een wervelend verhaal vol Antwerpse persoonlijkheden |

## Overzicht deelgemeentes
| Stripmuur                                                                                              | Striptekenaar                                                   | Realisatie           | Locatie                     | Foto                                  |
| --- | --------------------------------------------------------------- | -------------------- | --------------------------- | ------------------------------------- |
| Piet Pienter en Bert Bibber                                                                            | Pom                                                             | Art Mural vzw (2016) | Arenaplein, Deurne          | Stripmuur Piet Pienter en Bert Bibber |
| Jommeke                                                                                                | Jef Nys                                                         | Art Mural vzw (2017) | Gaston Fabrélaan, Wilrijk   | Stripmuur Jommeke                     |
| Het dreigende dinges (Suske en Wiske)                                                                  | Willy Vandersteen, Paul Geerts                                  | Art Mural vzw (2020) | Krijgsbaan, Hoboken         |                                       |
| Verschillende reeksen op een muur: Senne & Sanne, Dag en Heidi, Killroy was here en A song called City | Marc Verhaegen, Jeff Broeckx, Walter Laureysens en Rik Willemen | Eltipo (2022)        | Van Heybeeckstraat, Merksem |                                       |